# فريتز شتاين
فريتز شتاين (بالألمانية: Fritz Stein)‏ هو فيلسوف ألماني، ولد في 17 ديسمبر 1879 في لاودا-كونيغسهوفن في ألمانيا، وتوفي في 14 نوفمبر 1961 في برلين في ألمانيا.

## وصلات خارجية
- فريتز شتاين على موقع أوليمبيديا (الإنجليزية)

- فريتز شتاين على موقع مونزينجر (الألمانية)
- فريتز شتاين على موقع ميوزك برينز (الإنجليزية)